# Jeanne Doumergue
Pour les articles homonymes, voir Doumergue.
Jeanne Doumergue, née Gaussal le 13 avril 1879 à Pamiers et morte le 14 octobre 1963 à Varilhes, est une personnalité française, connue comme l'épouse de Gaston Doumergue, élu président de la République en 1924. Après une relation tenue secrète, elle se marie à celui-ci le 1er juin 1931, douze jours seulement avant la fin de son septennat.

## Biographie

### Premier mariage et carrière
En 1900, elle épouse Philippe Jean Graves, homme de lettres et héritier d'une famille de limonadiers de Lavaur, dont elle a une fille[réf. nécessaire], et devient veuve quelques années plus tard.
Agrégée de lettres, elle enseigne le français au lycée Jules-Ferry à Paris.

### Relation secrète avec le président Doumergue
Gaston Doumergue, élu président de la République le 13 juin 1924, est le premier président célibataire de la IIIe République et le deuxième de l'histoire de France (après Louis-Napoléon Bonaparte, de 1848 à 1852, sous la IIe République). 
Le locataire du palais de l'Élysée reçoit donc seul ses homologues étrangers et leurs épouses. Il vit en réalité une histoire secrète avec Jeanne Gaussal. Veuve et plus jeune que lui de quinze ans, elle est invitée par le président lors de ses vacances estivales au château de Rambouillet. Ils se retrouvent également dans l'ancienne demeure de Gaston Doumergue, au 73 bis, avenue de Wagram, où ils prennent ensemble le déjeuner, celui-ci s'éclipsant tôt le matin, par une porte dérobée de la résidence.

### Présence officielle éphémère à l'Élysée
Le 1er juin 1931, la liaison du président de la République et de sa compagne devient officielle : tous deux s'unissent civilement dans le Salon vert du palais présidentiel, devant le maire du 8e arrondissement de Paris Gaston Drucker, spécialement venu recevoir leurs consentements. Tout a lieu de façon discrète, le mandat de Gaston Doumergue expirant douze jours plus tard. Le secrétaire général de la présidence de la République, Jules Michel, est le témoin du chef de l'État. Seuls participent les membres du personnel du palais de l'Élysée, qui font la surprise d'offrir des fleurs à la mariée une fois la cérémonie terminée.
Décidé à se retirer de la vie politique, Gaston Doumergue choisit de partir avec son épouse vivre dans la propriété de cette dernière, au château de Tournefeuille, une ville située près de Toulouse. Après avoir été brièvement président du Conseil en 1934, il décède trois ans plus tard. Elle lui survit jusqu'en 1963, après avoir été un temps écrivain sous le pseudonyme de « J.-M. Gilis ».
Durant son mandat présidentiel, Gaston Doumergue est décoré du grand collier de l'ordre de la Toison d'or en 1926 par le roi d'Espagne Alphonse XIII. À la mort de l'ancien président en 1937, le général espagnol Francisco Franco, qui dirige l'Espagne, souhaite le récupérer, cette initiative étant liée à sa volonté de prendre la tête de l'ordre. Le prétendant au trône de l'époque, le comte de Barcelone, y est opposé, refusant que Franco obtienne ce privilège dynastique. Des pressions du Quai d'Orsay ont alors lieu sur Jeanne Doumergue pour qu'elle rende le collier à l'Espagne franquiste. Elle parlemente avec le gouvernement pour gagner du temps, confiant en parallèle le collier à une amie, qui le cache dans sa voiture, traverse l'Espagne jusqu'au Portugal et le remet au prétendant au trône espagnol qui vivait là en exil, provoquant, une fois l'affaire ébruitée, la colère de Franco.